# Zuen
Pour la rivière qui a donné son nom au hameau, voir Zuenbeek.
Zuen, ou Zuun (en néerlandais : Zuun) est un hameau situé à environ deux kilomètres nord-est du centre du village de Leeuw-Saint-Pierre (en Néerlandais: Sint-Pieters-Leeuw), auquel il est administrativement rattaché, dans le Brabant flamand en Belgique. Le hameau s'étend également sur la commune d'Anderlecht dans la région de Bruxelles-Capitale. La commune de Leeuw-St-Pierre est située en bordure de l'Agglomération bruxelloise et a une frontière avec la commune d'Anderlecht.

## Toponymie
Le village doit son nom de la rivière Zuen, aussi appelée Zuenbeek.

## Histoire
Le hameau de Zuen est longtemps une petite entité territoriale relativement peu habitée. En 1896 fut érigée la chapelle Saint-Lutgardis qui devient église en 1956.
Rural et « très vert », le hameau connaît une forte expansion démographique à partir du milieu des années 1920.
Le village est à majorité francophone, ce qui fait qu'il était un des quartiers concernés par le pacte d'Egmont dans le cadre du droit d'inscription,.

## Curiosités
- Église St-Lutgardis

## Michelin Zuen
Zuen hébergea jusqu'en 1986 le site de l'usine de pneumatiques Michelin, située le long de la chaussée de Mons. À ce moment, quand le manufacturier français décida la fermeture de cette implantation, 1 034 personnes perdirent leur emploi ,.

## Sport
La petite localité compte un cercle de football, le Zuun VK. Porteur du « matricule 1434 », le club évolue dans les séries nationales du football belge de 1983 à 1985.